# Stylaster elassotomus
Stylaster elassotomus är en nässeldjursart som beskrevs av Fisher 1938. Stylaster elassotomus ingår i släktet Stylaster och familjen Stylasteridae. Inga underarter finns listade i Catalogue of Life.